# Пестрак Пилип Семенович
Пилип Семенович Пестрак (псевдонім — П. Звястун; нар. 27 листопада 1903, Саківці — пом. 22 вересня 1978, Мінськ) — білоруський радянський письменник; член Спілки письменників БРСР з 1939 року. Писав білоруською, російською та польською мовами.

## Біографія
Народився 14 [27] листопада 1903 року в селі Саківцях (нині Івацевицький район Берестейської області, Білорусь) у селянській сім'ї. Батько працював на будівництві залізниці, мати займалася господарством. З початком Першої світової війни його сім'я переїхала до села Максимівки Бузулуцького повіту Самарської губернії. Там упродовж 1914—1915 років хлопчик навчався в народному училищі, а після його закінчення у 1916—1917 роках працював помічником рахівника в кредитному товаристві села Максимівки. У 1917—1918 роках навчався в гімназії в Бузулуку, у 1918—1920 роках знову працював помічником бухгалтера волосного виконкому у Максимівці, з 1920 року навчався на робітфаку, після чого вступив на соціально-історичний факультет Самарського університету.
У 1921 році разом з батьками повернувся до Західної Білорусі, де упродовж 1921–1924 років працював на лісопильні, лісником Косівського лісництва. Протягом 1924–1926 років служив у польській армії. Член Комуністичної партії Західної Білорусі (КПЗБ) з 1926 року. Був членом повітового комітету Білоруської робітничо-селянської громади у Косовому. З 1927 року — секретар Косівського підпільного райкому КПЗБ, член Слонімського окружкому КПЗБ. Був заарештований польською владою і майже 11 років провів у в'язницях.
З 1939 року секретар Гродненського міськкому КП(б)Б, з 1940 року голова Білостоцького відділення Спілки письменників Білоруської РСР. Працював у партійних та державних органах. Обирався депутатом Верховної Ради СРСР І-го скликання від Гродненської області. У німецько-радянську війну брав участь у партизанському русі в Білорусі. З 1943 року — начальник управління у справах мистецтв при Раді Народних Комісарів БРСР.
З 1946 року — в Інституті мови, літератури та мистецтвознавства, з 1948 року — літературний консультант Спілки письменників Білоруської РСР.
Помер у Мінську 22 вересня 1978 року. Похований у Мінську на Східному цвинтарі. На чотиригранному постаменті із сірого граніту встановлено скульптуру юнака, що сидить. У правій руці він тримає книгу, на обкладинці якої написано «Пестрак». На фронтальній площині постаменту розміщена плита з темного полірованого граніту з гравірованим написом:

«Піліп ПЕСТРАК/1903-1978/Анастасія ПЕСТРАК/1908-1989/Анатолий ПЕСТРАК/1941-2006».

## Творчість
- збірка віршів «На варті» (1940);
- з6ірка «За свою Вітчизну» (1946; про боротьбу білоруських партизан у німецько-радянську війну);
- роман-епопея «Зустрінемось на барикадах» (1951—1954; про боротьбу народних мас Західної Білорусії за соціальне і національне визволення, за возз'єднання з БРСР);
- збірка оповіданнь «Перші сходи» (1951);
- збірка оповіданнь «Лісова пісня» (1958);
- збірка «Подорожнє» (1962; поезії повоєнного часу);
- роман «Середбір» (1963; про життя повоєнного білоруського села);
- «Серед очеретів» (1964);
- історико-публіцистична поема «Слово про Мінськ» (1968);
- роман «Лісовичанка» (1980; про перемогу нового в житті населення західних областей).

Виступав з літературно-критичними та публіцистичними статтями. Вірші «На Дніпрі», «Україно» присвячені українському народові.
Перекладав твори Івана Франка, Лесі Українки, Максима Рильського, Павла Тичини, Володимира Сосюри та інших українських письменників.
Твори письменника перекладені на багато мов народів СРСР.

## Відзнаки
- державна літературна премія Білоруської РСР імені Якуба Коласа (1964; за роман «Середбір»)[3];
- заслужений діяч культури БРСР з 1968 року;
- нагороджений орденом Жовтневої Революції, двома орденами Трудового Червоного Прапора, орденом Дружби народів, орденом «Знак Пошани»[2].

## Вшанування пам'яті

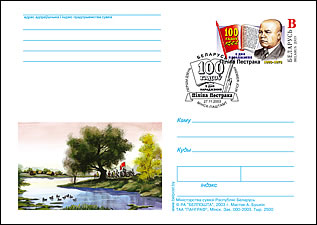
Поштова карточка.

- У Мінську, Гродно і Пінську є вулиці Пестрака[2];
- В 1981 році у Мінську, на фасаді будинку по вулиці Леніна, № 4, де жив письменник, встановлено меморіальну дошку (скульптор Едуард Астаф'єв);
- У 2003 році в Білорусі випущено поштову картку з оригінальною маркою, присвячену 100-річчю від дня народження Пилипа Пестрака.